# 八点鐘
『八点鐘』（はってんしょう、Les huit coups de l'horloge）は、モーリス・ルブランのアルセーヌ・ルパン・シリーズの一篇。連作短編集。1923年発表。
セルジュ・レニーヌ公爵ことアルセーヌ・ルパンとオルタンス・ダニエル嬢が、ある廃屋で聞いた時計の8時の鐘を契機に8つの冒険を繰り広げる物語。8つの短編で構成され､その短編全てを通すと1つの物語となっている、という構成である。一つ一つの短編で使われているトリックは､ミステリとしての評価が高く、推理作家エラリー・クイーンは、古今東西の推理小説選「クイーンの定員」で本作に高い評価を下している。
また、8つの物語は一つ一つ趣向が違っている。

## 収録作品
日本語題は日本語訳シリーズ完全全集である偕成社版（長島良三訳、1981年11月、ISBN 978-4-03-815140-8 ）のタイトルに拠った。
- 塔のてっぺんで Au sommet de la tour (l'introduction)
- 水びん La Carafe d'eau
- テレーズとジェルメーヌ Thérèse et Germaine
- 秘密をあばく映画 Le Film révélateur
- ジャン・ルイ事件 Le Cas de Jean-Louis
- 斧をもつ貴婦人 La Dame à la hache
- 雪の上の足あと Des pas sur la neige
- メルキュール骨董店 « Au Dieu Mercure » (la conclusion)

## 漫画化

### ダイナミックプロ版
1984年から85年にかけて、ダイナミックプロにより「劇画・怪盗ルパン」シリーズ全10冊のうちの一冊『劇画・怪盗ルパン9 八点鐘』として発刊された。永井豪がキャラクターデザイン、作画を安田達矢が担当した。ポプラ社の児童向け『怪盗ルパン全集』（南洋一郎・訳）の設定に沿って、叔父エーグルロッシュに亡き両親の遺産を狙われている美少女オルタンスの危機をレニーヌ公爵が救うという筋立てになっている。8つの冒険のうち漫画化されているのは「塔のてっぺんで」「水びん」「斧を持つ貴婦人」のみである。
1. 1985年1月1日 ISBN 978-4092030091

### JET版
JETが新潮文庫版（堀口大学訳）を元にして『八点鐘』の漫画化を行っている。『ネムキ』（朝日新聞出版）にて2008年から連載された。原作にないアレンジも加えられている。単行本は眠れぬ夜の奇妙な話コミックスから全2巻。
1. 2010年2月5日 ISBN 978-4022131539
  1. 塔のてっぺんで
  2. 水瓶
  3. テレーズとジェルメーヌ
  4. 映画の啓示
2. 2010年2月5日 ISBN 978-4022131546
  1. ジャン＝ルイの場合
  2. 斧を持つ貴婦人
  3. 雪の上の足跡
  4. マーキュリー骨董店